# Потоцький Микола Платонович
Микола Платонович Потоцький (1844, Полтава, Полтавська губернія, Російська імперія — 1911, Санкт-Петербург, Російська імперія) — український аристократ, вчений-артилерист.   

## Життєпис
Народився 26 лютого 1844, походив із дворян Полтавської губернії. 
На службу вступив у 1862 після закінчення Петровського Полтавського кадетського корпусу. У 1863 після закінчення Михайлівського артилерійського училища за I розрядом випущений підпоручиком з призначенням до 1-ї кінно-артилерійської резервної полегшеної батареї.  
У 1864 отримав звання поручика, в 1867 — штабс-капітана. 
У 1868 після закінчення Михайлівської артилерійської академії за I розрядом був призначений репетитором, з 1869 штатним викладачем МАА з возведенням у поручики гвардії із залишенням у гвардійській кінній артилерії.  
У 1871 отримав звання штабс-капітана гвардії з призначенням командиром батареї МАУ із залишенням на посаді штатного викладача академії.  
З 1870 по 1875 одночасно викладав у Костянтинівському артилерійському училищі.  
У 1876 підвищений до звання капітана гвардії. 
З 1878, не припиняючи викладацької діяльності в МВАА, був призначений помічником інспектора класів у Пажеському корпусі і одночасно дорадчим членом Артилерійського комітету при Головному артилерійському управлінні (будучи з 1869 по 1881 виконуючим обов'язки діловода цього комітету).  
У 1879 отримав звання полковника гвардії.  
З 1881, не припиняючи викладацької діяльності, був призначений штаб-офіцером, завідувачем офіцерами, що навчалися, і у 1882 — членом Конференції МВАА. 
У 1891 проведений в генерал-майори з призначенням екстраординарним професором. 
У 1893 затверджений на посаді ординарного професора МВАА, читав накреслювальну геометрію та різні відділи артилерії.  
У 1901 отримав звання генерал-лейтенанта і заслуженого ординарного професора МВАА. Призначений членом Артилерійського комітету. 
У 1906 проведений в генерали від артилерії, зі звільненням у відставку. 
Помер 10 лютого 1911 в Санкт-Петербурзі. Похований на Нікольському цвинтарі Олександро-Невської лаври . 

## Нагороди
Був нагороджений усіма орденами Російської імперії аж до ордена Святої Анни 1-го ступеня, подарованого йому у 1898. 